# خانه خان یوسفی
خانه خان یوسفی مربوط به دوره صفوی - دوره قاجار است و در شهرستان عشق‌آباد، روستای هودر واقع شده و این اثر در تاریخ ۲۸ اسفند ۱۳۸۵ با شمارهٔ ثبت ۱۸۷۵۵ به‌عنوان یکی از آثار ملی ایران به ثبت رسیده است.